# Eismayer (film)
Eismayer je rakouský hraný film z roku 2022, který režíroval David Wagner podle vlastního scénáře. Premiéra se uskutečnila 4. září 2022 v rámci filmového festivalu v Benátkách, kde film získal cenu za nejlepší celovečerní film v sérii nezávislých filmů Settimana Internazionale della Critica.

## Děj
Poručík Charles Eismayer je instruktorem v rakouských ozbrojených silách, mezi rekruty má pověst jednoho z nejtvrdších instruktorů. Má však dobře střežené tajemství: je gay. Ani jeho žena Christina a jeho syn nic netuší.
Jednoho dne je mu přidělen rekrut Mario Falak, který otevřeně mluví o své homosexualitě a vzpírá se Eismayerově autoritě. Počáteční vzájemná fascinace se brzy změní v lásku. Eismayer se poté vyoutuje své ženě, která se od něj odstěhuje i s jejich synem. Mario se k němu nastěhuje místo nich.
Když Eismayer onemocní rakovinou plic, Mario se o něj postará. S Mariovou pomocí se Charlesovi podaří porazit rakovinu a je schopen pokračovat ve službě v kasárnách. Pro podlomené zdraví je ale zbaven funkce instruktora. Svůj vztah s Mariem před svými kolegy tají.
Mario, unavený hraním na schovávanou, požádá Charlese o ruku a chce s ním žít veřejně. Ten však žádost ze strachu o svou pověst zamítne, Mario se však nevzdává.

## Obsazení
| Gerhard Liebmann   | Charles Eismayer   |
| Luka Dimić         | Mario Falak        |
| Julia Koschitz     | Christina Eismayer |
| Anton Noori        | Striegl            |
| Karl Fischer       | Hierzberger        |
| Christopher Schärf | Karnaval           |
| Lion Tatzber       | Dominik Eismayer   |
| Thomas Momcinovic  | Tomić              |
| Thomas Otrok       | Nagl               |
| Stan Steinbichler  | Weber              |
| Matthias Hack      | Gratzl             |
| Lukas Johne        | Jan                |
| Harry Lampl        | Mader              |

## Ocenění
- Filmový festival v Benátkách: Cena za nejlepší celovečerní film Settimana Internazionale della Critica (David Wagner); nominace na Queer Lion
- Cena Maxe Ophülse: Cena filmových kritiků, Cena diváků
- Cena Romy: Nominace v kategorii nejoblíbenější herec ve filmu (Gerhard Liebmann)
- Rakouská filmová cena: nominace v kategoriích nejlepší celovečerní film, nejlepší mužský herecký výkon (Gerhard Liebmann), nejlepší mužská vedlejší role (Luka Dimić), nejlepší scénář (David Wagner), nejlepší hudba (Eva Klampfer), nejlepší střih (Stephan Bechinger), nejlepší zvuk (Claus Benischke-Lang, Nora Czamler, Atanas Tcholakov a Manuel Meichsner)
- Der Papierene Gustl: nejlepší rakouský film